# Günther Csar
Günther Csar (Zell am Ziller, 7 marzo 1966) è un ex combinatista nordico austriaco.

## Biografia
In Coppa del Mondo esordì il 13 dicembre 1986 a Canmore e ottenne come migliori risultati due quinti posti.
In carriera prese parte a due edizioni dei Giochi olimpici invernali, Calgary 1988 (34° nell'individuale, 3° nella gara a squadre) e Albertville 1992 (32° nell'individuale), e a quattro dei Campionati mondiali, vincendo una medaglia.

## Palmarès

### Olimpiadi
- 1 medaglia:
  - 1 bronzo (gara a squadre a Calgary 1988)

### Mondiali
- 1 medaglia:
  - 1 oro (gara a squadre a Val di Fiemme 1991)

### Mondiali juniores
- 1 medaglia:
  - 1 argento (individuale a Lake Placid 1986)

### Coppa del Mondo
- Miglior piazzamento in classifica generale: 9º nel 1990

### Campionati austriaci
- 7 medaglie[1]:
  - 5 argenti (individuale nel 1987; individuale nel 1988; individuale nel 1989; individuale nel 1990; individuale nel 1994)
  - 2 bronzi (individuale nel 1991; individuale nel 1992)